# Maxaubahn
Die Maxaubahn war eine 9,7 Kilometer lange, 1862 eröffnete Eisenbahnstrecke, die den Alten Karlsruher Bahnhof mit dem Rhein bei Knielingen, nahe dem Hofgut Maxau, verband. Durch Erweitern der bestehenden Schiffbrücke über den Rhein wurde 1865 die Verbindung zum Netz der Pfälzischen Eisenbahnen bei Maximiliansau hergestellt. Die Strecke wurde von der Stadt Karlsruhe erbaut, von den Badischen Staatseisenbahnen betrieben und später übernommen. Im Zuge mehrerer Umbauten in den Jahren 1895, 1913 und 1938 wurde die Streckenführung verändert und die ursprüngliche Trasse aufgegeben. Die Strecke band die Industrie- und Hafenanlagen im Westen Karlsruhes sowie das badische und pfälzische Eisenbahnnetz im Zuge der Verbindung von Winden nach Maximiliansau an, was ihre verkehrliche Bedeutung durch die zweigleisige Rheinbrücke beim Weiler Maxau noch steigern konnte.

## Geschichte

### Entstehen der Strecke

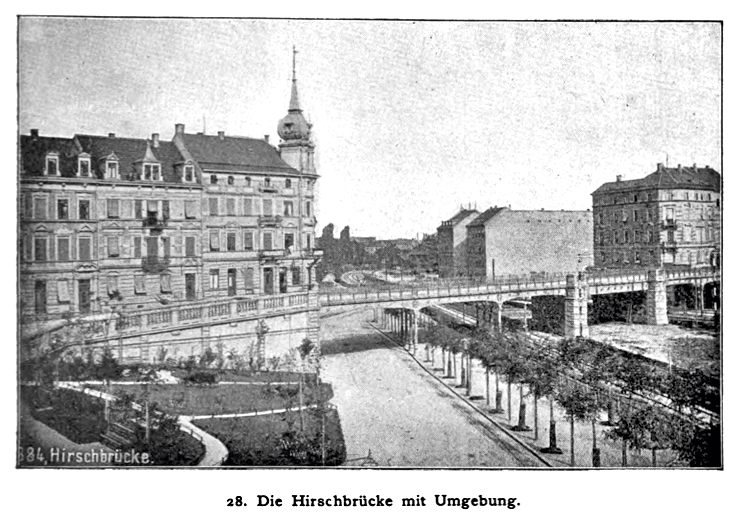
Die Hirschbrücke überspannte die Gleise der Maxaubahn (im Hintergrund) sowie eine Verbindungskurve für den Güterverkehr (im Vordergrund). Aufnahme zwischen 1891 und 1898

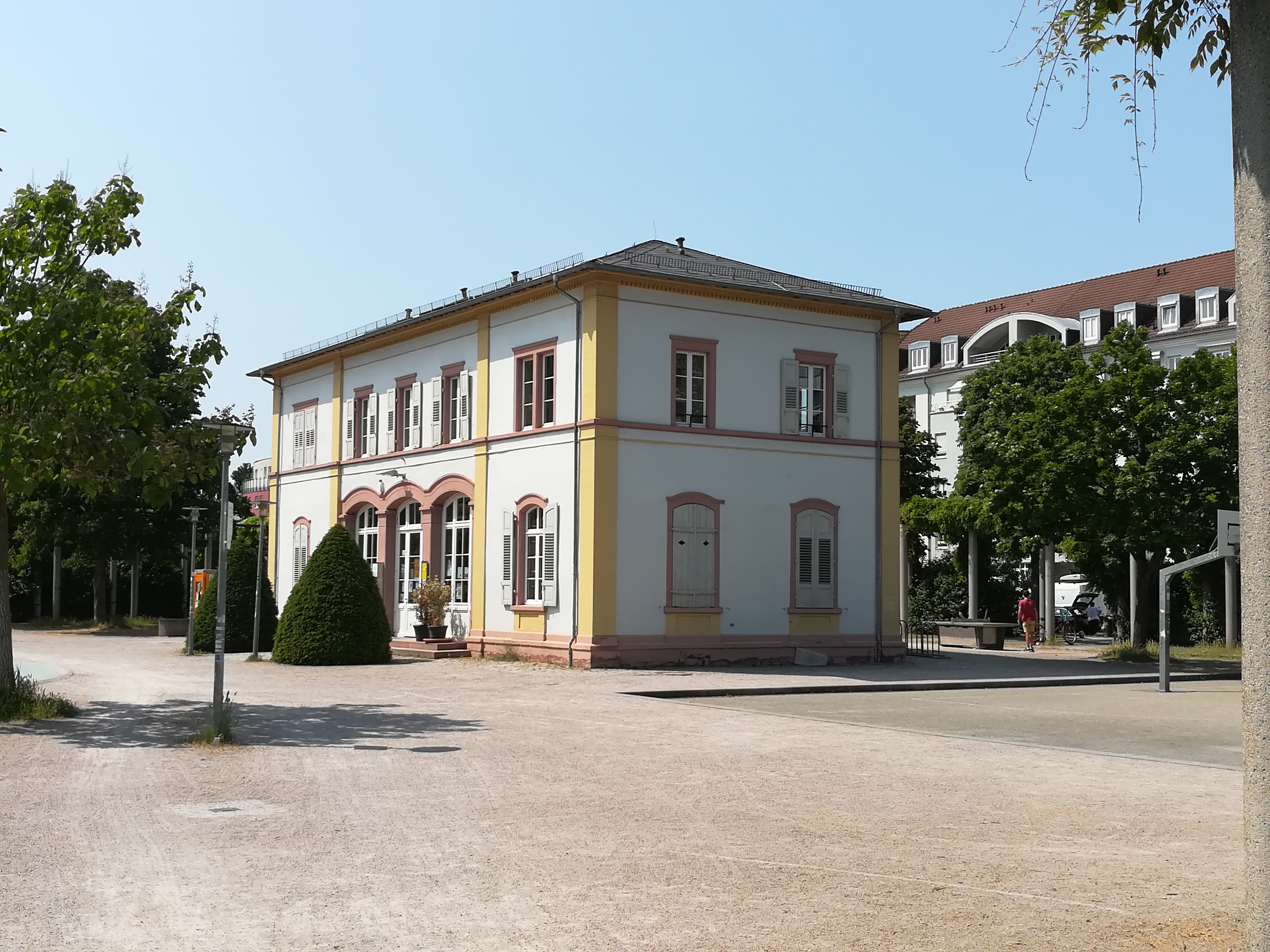
Empfangsgebäude des ehemaligen Bahnhofs Mühlburg am Fliederplatz in Karlsruhe

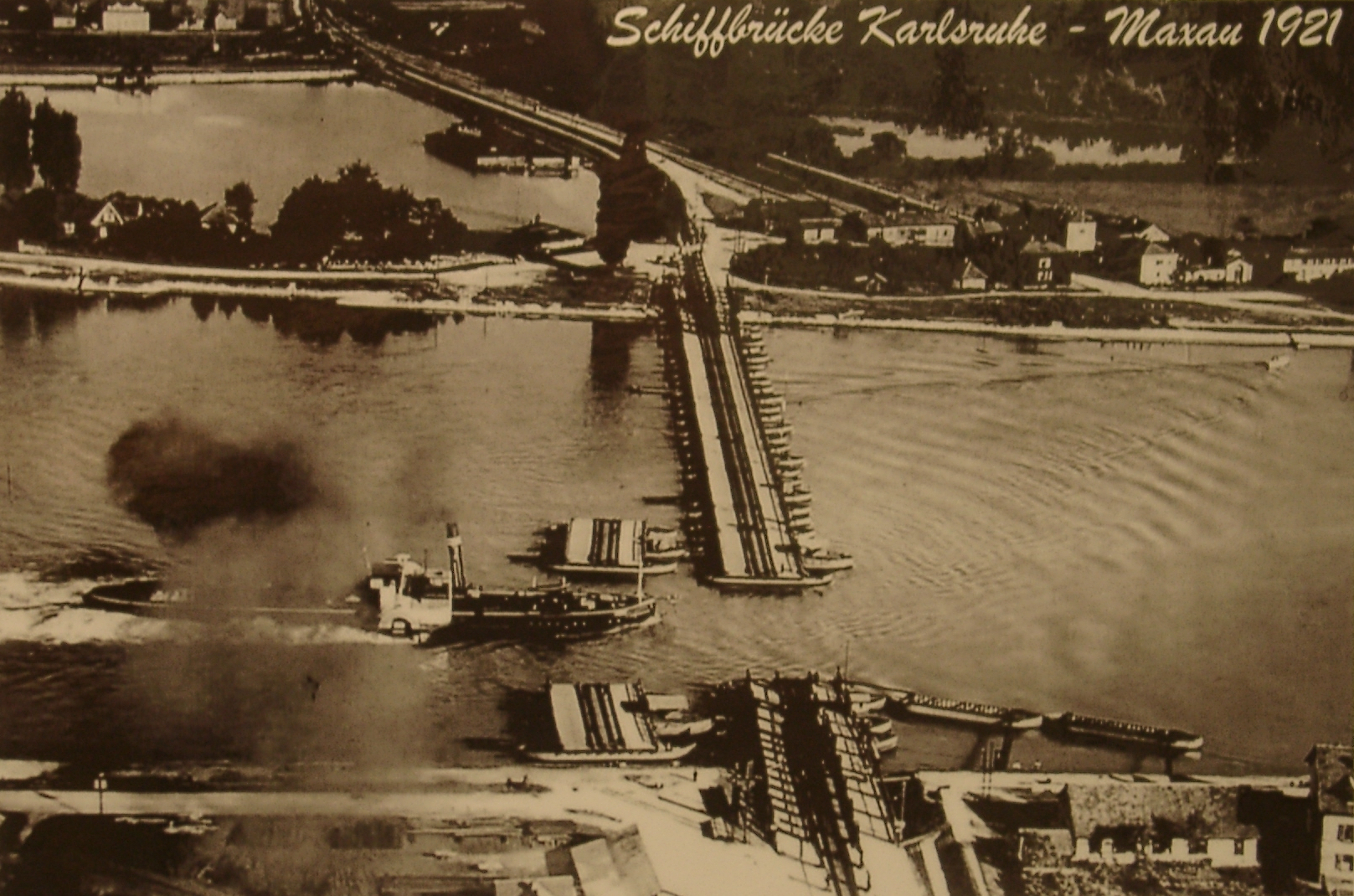
Die ehemalige Schiffsbrücke Karlsruhe-Maxau, Blick Richtung Maxau, 1921

Erste Bemühungen um eine Eisenbahnstrecke von Karlsruhe an den Rhein lassen sich bis zum Jahr 1853 zurückverfolgen, indem eine erste Eingabe der Städte Karlsruhe und Pforzheim an die badische Oberdirektion des Wasser- und Straßenbaus aktenkundig wurde. Mit Hilfe einer solchen Bahnstrecke wollten die beiden Städte besseren Zugang zur Rheinschifffahrt erreichen, als dies mit dem damaligen Rheinhafen bei Leopoldshafen möglich war, der nur ungenügend mit der Stadt und dem Hinterland verbunden war. Außerdem sollte eine solche Bahnstrecke eine Verbindung mit der benachbarten Pfalz schaffen.
Eine erneute Eingabe 1857 blieb ebenfalls erfolglos, allerdings bestätigte die großherzogliche Regierung die Zweckmäßigkeit einer solchen Verbindung, wollte allerdings nicht selbst tätig werden, da sie sich keinen rentablen Betrieb erwartete. Daraufhin stellte die Stadt Karlsruhe einen Antrag auf die Konzession für eine derartige Bahnverbindung. Am 27. Juli 1861 wurde diese auf Grundlage eines Gesetzes vom 6. September 1860 erteilt.
Innerhalb von zwei Jahren wurde die Strecke daraufhin erbaut und am 5. August 1862 zwischen Karlsruhe und dem Rhein bei Maxau eröffnet. Zwischenstationen entstanden am Mühlburger Tor in Karlsruhe, in Mühlburg sowie in Knielingen. Die Strecke führte vom alten Karlsruher Bahnhof an der Kriegsstraße durch die heutigen Straßenzüge der Mathystraße, Otto-Sachs-Straße, Hildapromenade, Ludwig-Marum-Straße, Sonnenstraße und Rheinbrückenstraße. Mit der Inbetriebnahme der Schiffbrücke bei Maxau und der Verbindung mit der Eisenbahnstrecke Maximiliansau–Winden der Pfälzischen Maximiliansbahn-Gesellschaft wurde die Strecke im Jahr 1865 vervollständigt. Der Eisenbahn-Güterverkehr über den Rhein wurde am 8. Mai 1865, der Personenverkehr am 1. Juli 1865 aufgenommen. Der Bau der Strecke kostete 607.000 Gulden, der Bau der Rheinbrücke nochmals 164.000 Gulden.
Ähnlich wie bei anderen privat erbauten Eisenbahnstrecken in Baden übernahmen auch bei der Maxaubahn die Badischen Staatseisenbahnen die Betriebsführung auf Kosten der Stadt Karlsruhe. Erst über 40 Jahre später, am 1. Juli 1905, wurde die Strecke verstaatlicht. Der Betrieb der Rheinbrücke erfolgte durch die Maximiliansbahn.
Waren die staatliche Eisenbahnverwaltung bei der Planung der Strecke noch von einem nicht wirtschaftlichen Betrieb ausgegangen, so entwickelte sich die Strecke schon kurz nach ihrer Eröffnung zur rentabelsten Privatbahn in Baden mit Renditen bis zu 31,5 %. Hierzu trug einerseits der überregionale Verkehr mit der Pfalz und dem Saarland, andererseits der 1866 fertiggestellte städtische Hafen (heute Yachthafen Maxau) beim Bahnhof Maxau bei. Allerdings wanderte der überregionale Güterverkehr mit der Eröffnung der 20 Kilometer stromabwärts gelegenen festen Rheinbrücke bei Germersheim 1877 auf diese ab, da die Maxauer Schiffbrücke nur eine geringe Tragfähigkeit besaß.

### Umbauten und Erweiterungen
Der alte Karlsruher (Haupt-)Bahnhof entwickelte sich in der zweiten Hälfte des 19. Jahrhunderts immer mehr zu einem Nadelöhr im badischen Schienennetz, so dass Ende des 19. Jahrhunderts Pläne zum Umbau oder Verlegung der Anlagen entwickelt wurden. Ein erster Schritt zur Entlastung sah die Anlage eines neuen Rangierbahnhofs im Süden der Stadt vor, der am 1. Mai 1895 eröffnet werden konnte. Zur Anbindung dieses Bahnhofs an die Maxaubahn entstand eine fünf Kilometer lange Güterzugstrecke über den neugeschaffenen Westbahnhof, die westlich von Mühlburg an die bestehende Maxaubahn anschloss.
Schließlich wurde auch der Karlsruher Personenbahnhof durch einen weiter südlich gelegenen Neubau ersetzt, der am 23. Oktober 1913 eröffnet wurde. In diesem Zusammenhang erhielt auch die Maxaubahn eine neue Führung: Die neue Strecke verlässt den Hauptbahnhof in westlicher Richtung, umfährt Bulach südlich und mündet bei Grünwinkel in die bestehende Güterverbindung vom Rangierbahnhof nach Knielingen ein. Für die Mühlburger Bevölkerung entstand bei der Honsellstraße eine neue Bahnstation.
Die alte Strecke durch die Karlsruher Südwest- und Weststadt wurde aufgegeben und teilweise bebaut. Der Bahnhof am Mühlburger Tor wurde abgebrochen. Hingegen blieb der Abschnitt westlich des Mühlburger Tors einschließlich des alten Mühlburger Bahnhofs am Fliederplatz noch als Anschlussgleis zum städtischen Gaswerk erhalten und wurde erst im Laufe des 20. Jahrhunderts schrittweise aufgegeben. Heute ist die ehemalige Bahntrasse noch an den breiten Grünstreifen im Zuge der Hildapromenade, Ludwig-Marum-Straße bzw. Seldeneckstraße und Sonnenstraße zu erkennen.
Mit der Eröffnung des neuen Karlsruher Rheinhafens westlich von Mühlburg im Jahr 1901 wurde eine weitere Güterzugstrecke vom Westbahnhof zum neuen Rheinhafen entlang der Honsellstraße errichtet. Die Bedeutung des alten Maxauer Hafens nahm in den Folgejahren stetig ab.
Im Fahrplan 1925 waren 5 durchgehende Zugpaare verzeichnet.
Die Unzulänglichkeiten der Schiffbrücke – geringe Tragfähigkeit, Behinderung der Schifffahrt und hohe Betriebskosten – führten in den 1930er Jahren zum Bau einer festen Eisenbahnbrücke südlich der Schiffbrücke. Die neue, zweigleisige Brücke wurde am 17. Januar 1938 in Betrieb genommen. Wegen der veränderten Lage mussten auch die Zuführungsstrecken neu gebaut werden. Hierzu entstand zwischen dem Mühlburger Bahnhof und der Rheinbrücke südlich von Knielingen eine neue Strecke in Dammlage. Knielingen erhielt einen neuen Bahnhof. Die alten Gleise in der heutigen Rheinbrückenstraße wurden stillgelegt. Die Trasse wurde 1957 bzw. 1967 für den Bau der Straßenbahnlinie nach Knielingen genutzt.
Als letzte Ergänzung der Maxaubahn vor 1945 wurde im Jahr 1944 eine Verbindungskurve vom Westbahnhof zur Bahnstrecke Mannheim–Rastatt Richtung Forchheim angelegt, so dass Güterzüge ohne Fahrtrichtungswechsel von Rastatt über die Maxaubahn in die Südpfalz verkehren konnten. Diese Verbindungskurve hatte in erster Linie strategische Bedeutung, wurde nach dem Zweiten Weltkrieg noch einige Jahre benutzt und 1966 stillgelegt.

### Veränderungen nach 1945

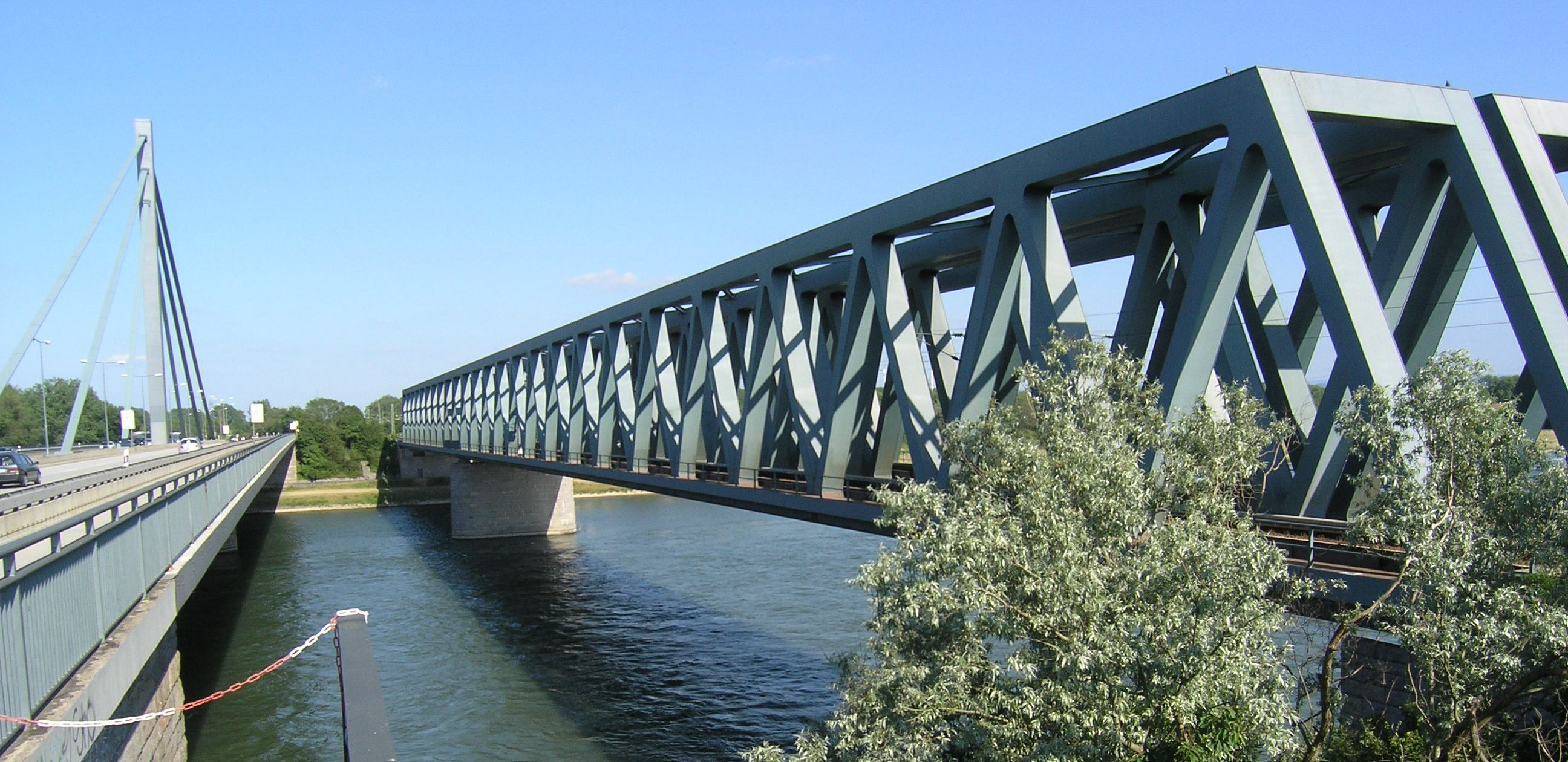
Neue Rheinbrücke

Die Zerstörung der Rheinbrücke in den letzten Kriegswochen des Jahres 1945 unterbrach die durchgehende Eisenbahnverbindung zwischen Baden und der Pfalz. Ein eingleisiges Ersatzbauwerk konnte am 13. Mai 1947 eröffnet werden. Ursprünglich als Provisorium gedacht, blieb dieses Bauwerk über 40 Jahre lang in Betrieb. Erst am 29. April 1991 konnte ein neues, ebenfalls eingleisiges Bauwerk an der Stelle der Rheinbrücke von 1938 in Betrieb genommen werden und das Provisorium ersetzen. Die Ergänzung des Bauwerks um ein zweites Gleis konnte mit der Inbetriebnahme am 12. Mai 2000 fertiggestellt werden.
Die wirtschaftliche Entwicklung der 1960er Jahre brachte der Maxaubahn einen kräftigen Verkehrszuwachs. Durch die Ansiedlung zweier Raffinerien nördlich von Knielingen (heute MiRO) und einer Raffinerie im benachbarten Wörth am Rhein (inzwischen stillgelegt), den Bau des Lkw-Montagewerks von Daimler-Benz in Wörth sowie die Anlage eines Containerterminals im Wörther Hafen stieg der Güterverkehr beträchtlich. Alle genannten Industrieanlagen erhielten Anschlussgleise an die Maxaubahn bzw. an den Bahnhof in Wörth. Zur Vereinfachung des Güterverkehrs wurde die Strecke Karlsruhe–Wörth einschließlich der wichtigsten Anschlussgleise elektrifiziert. Der elektrische Betrieb wurde am 29. September 1974 aufgenommen. Aufgrund der fehlenden Oberleitung westlich von Wörth verkehrten die durchgehenden Personenzüge allerdings weiterhin im Dieselbetrieb.
Die in den 1980er Jahren entwickelten Pläne zum Aufbau eines Stadtbahnsystems rund um Karlsruhe sahen von Anfang an vor, auch die Maxaubahn in den Stadtbahnbetrieb zu integrieren. 1986 fanden Versuchsfahrten mit einem probeweise zum Zweisystemstadtbahnwagen hergerichteten Fahrzeug auf der Maxaubahn statt. Mit Start des Rheinland-Pfalz-Takt verkehrten seit 1994 Zweisystemstadtbahnwagen zwischen Karlsruhe und Wörth im Stundentakt. Nach Bau einer Verbindungsstrecke zwischen dem Bahnhof Maxau und der Straßenbahnendstelle in Knielingen wurden diese Fahrten durch die neue Stadtbahnlinie S5 ersetzt, die im Zwanzigminutentakt Wörth mit der Karlsruher Innenstadt verbindet.

## Betrieb
Die Strecke Karlsruhe Hauptbahnhof–Maxau–Wörth ist durchgehend zweigleisig und elektrifiziert. Die Güterzugstrecke vom ehemaligen Rangierbahnhof zum Westbahnhof ist eingleisig.
Im Personenverkehr ist die Strecke Teil der Verbindung Karlsruhe–Landau–Neustadt, die von Nahverkehrszügen im Taktverkehr bedient wird, wobei sich Regionalbahnen und Regionalexpress-Züge abwechseln. Eine wichtige Rolle spielt der Güterverkehr zum Karlsruher Rheinhafen, der Raffinerie MiRO, der Stora-Enso-Papierfabrik am Maxauer Hafen, zum Daimler-Montagewerk in Wörth sowie zum Hafen Wörth.
Von der ursprünglichen Streckenführung der Maxaubahn sind nur noch wenige Relikte vorhanden: einige Gleisreste am Maxauer Hafen, das Bahnhofsgebäude am Fliederplatz in Mühlburg sowie die Hirschbrücke in der Karlsruher Südweststadt, die einstmals die Gleise der Maxaubahn überspannte.